# Química orgànica

Representació dels orbitals electrònics del metà. La hibridació dels orbitals electrònics del carboni permet la química del carboni

La química orgànica o química del carboni és una subdisciplina dins la química que tracta de l'estudi científic de l'estructura, propietats, composició, reaccions, i preparacions (per síntesi orgànica o per altres mitjans) de compostos basats en el carboni, hidrocarburs i els seus derivats. Els objectius fonamentals de la química orgànica també són l'elucidació de l'estructura molecular (anàlisi estructural), l'estudi de les propietats específiques i relacions generals entre els composts, els mecanismes de reacció i l'estereoquímica.
Els compostos orgànics poden contenir altres elements, incloent-hi hidrogen, nitrogen, oxigen, els halògens (fluor, clor, brom, iode) com també el bor, el silici, el fòsfor, el sofre; més rarament, liti, sodi, magnesi, coure, titani, potassi, ferro, cobalt, zinc i plom. Aquesta darrera química s'anomena organometàl·lica.
Els compostos orgànics són diversos estructuralment. El rang d'aplicació dels compostos orgànics és enorme. Formen la base de (o són constituents importants de) molts productes, incloent-hi els plàstics, drogues, petroquímics, aliments, explosius i pintures. Formen la base de tots els processos de la vida a la Terra (que està basada en el carboni) amb molt poques excepcions.

La desoxiribosa, una molècula orgànica

## El concepte de química orgànica
El concepte de química orgànica és controvertit.
L'etimologia de la paraula orgànica prové d'organon, dels éssers vius que tenen òrgans i que estan “organitzats”, en oposició a “inorgànic”, que seria el qualificatiu assignat a tot el que manca de vida, organització o estructuració.
La línia que divideix les molècules orgàniques de les inorgàniques ha originat polèmiques i històricament ha estat arbitrària. Així, l'àcid carbònic, H₂CO₃, és inorgànic, mentre que l'àcid fòrmic o àcid metanoic, HCOOH, l'àcid carboxílic d'un sol carboni, es considera orgànic. El diòxid de carboni, CO₂, i el monòxid de carboni, CO, són compostos inorgànics. Per tant, totes les molècules orgàniques contenen carboni, però no totes les molècules que contenen carboni són molècules orgàniques.
La primera definició de la química orgànica per Nicolas Lémery en el seu llibre Cours de chymie publicat el 1690, va ser deguda a la concepció errònia segons la qual els compostos orgànics serien els únics que entren en joc en les processos de la vida. Tanmateix, les molècules orgàniques poden ser produïdes per processos en què no intervenen els éssers vius, i els éssers vius depenen també de la química inorgànica. Per exemple, nombrosos enzims necessiten metalls de transició com el ferro o el coure per a poder ser actius; i materials com les conquilles, les dents o els ossos estan constituïts en part per compostos orgànics i en part per compostos inorgànics.
El terme química orgànica no va aparèixer, però, fins a l'any 1807 sota el guiatge de Jöns Jacob Berzelius. L'adjectiu orgànica va estar inicialment lligat al fet que aquesta branca de la química estudiava compostos més o menys complexos extrets dels organismes vius, vegetals o animals i del seu metabòlit. Aquesta definició va ser abandonada a favor de l'exposada l'any 1828 per Friedrich Wöhler quan va aconseguir la síntesi de la urea.
A principis del segle xviii, els químics van descobrir que els éssers vius, tant animals com vegetals, estaven constituïts per molts compostos químics que no eren del regne mineral. Es creia que la vida utilitzava una química pròpia i que els compostos obtinguts dels organismes vius eren massa complexos per a poder ser sintetitzats, però, l'any 1826, el químic alemany Friederich Wöhler va aconseguir preparar, a partir de les substàncies minerals i mitjançant procediments de laboratori, la urea. Aquesta substància orgànica és present en l'orina dels animals i, per tant, és un producte genuïnament orgànic. Després d'aquest descobriment transcendental, es van obtenir altres compostos orgànics a partir de substàncies minerals. Avui dia, es denomina química del carboni la part de la química que estudia els compostos del carboni, tant si s'han obtingut a partir dels éssers vius com si s'han preparat artificialment. La part de la química que estudia els elements i els compostos que no pertanyen a la química del carboni rep el nom de química inorgànica.
El 1861, August Kekulè identificà la química orgànica com "l'estudi dels compostos de carboni".
La tasca de presentar la química orgànica de manera sistemàtica i global es va fer mitjançant un manual del químic alemany Friedrich Konrad Beilstein (1838-1906). El seu Handbuch der organischen Chemie (Manual de química orgànica) va començar-se a publicar a Hamburg el 1880 i constava de dos volums que recollien informació d'uns 15.000 compostos orgànics coneguts. Quan la Deutsche chemische Gesellschaft (Societat Alemanya de Química) tractà d'elaborar-ne la quarta reedició, a la segona dècada del segle xx, la xifra de compostos orgànics s'havia multiplicat per 10. Van ser-ne necessaris 37 volums per a l'edició bàsica, que aparegueren entre 1916 i 1937. Actualment, la citada informació està disponible en internet.

## Bioquímica
Encara que hi ha una superposició amb la bioquímica, aquesta darrera s'interessa específicament per les molècules elaborades pels organismes vius. La matèria orgànica i els compostos orgànics són el nucli d'aquestes disciplines. Se'ls designa amb el terme de substàncies orgàniques, que poden ser tant les macromolècules com les proteïnes. La bioquímica és una subdisciplina de la química que va començar al segle xx; estudia la química dels organismes vius, les seves estructures i interaccions in vitro i dins dels sistemes vivents. Ha obert un nou capítol en la química orgànica amb grans perspectives, i se centra en compostos que contenen carboni.

## Objectius
Quant als objectius de la química orgànica, hom pot parlar:
- de l'elucidació estructural, la qual, fent ús de les tècniques analítiques de separació, dels mètodes de purificació i dels mètodes químics instrumentals de reconeixement i identificació, aconsegueix l'establiment d'una fórmula molecular tridimensional per al compost estudiat.

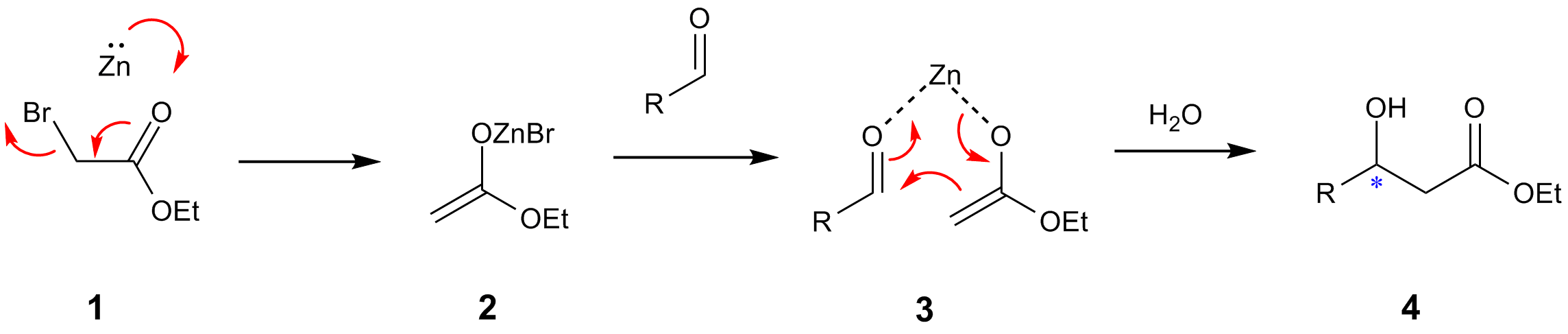
Mecanisme de la reacció de Reformatsky

- El coneixement estructural complet dels composts permet de dur a terme, com a pas següent, la realització de llurs síntesis, la qual exigeix un coneixement al més perfecte possible dels aspectes dinàmics de la química orgànica, és a dir, de les reaccions químiques.
- Aquest coneixement es concreta en les dades cinètiques i termodinàmiques que porten a la determinació del mecanisme de reacció, i en dades complementàries, però de gran importància, com les implicacions estereoquímiques dels processos i les relacions d'analogia que hom pugui establir amb processos similars ben estudiats. Aquesta branca de la química és la que inclou més varietat de compostos i ha continuat aportant substàncies que s'utilitzen en una gran varietat de camps.[1]

## Història de la química orgànica

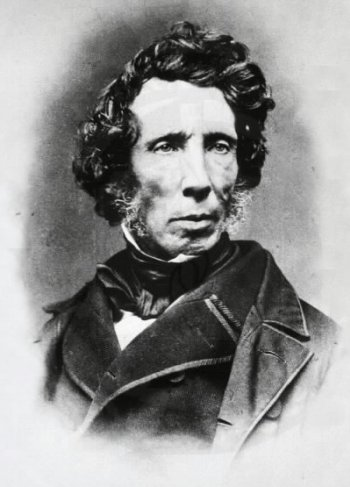
Friedrich Wöehler

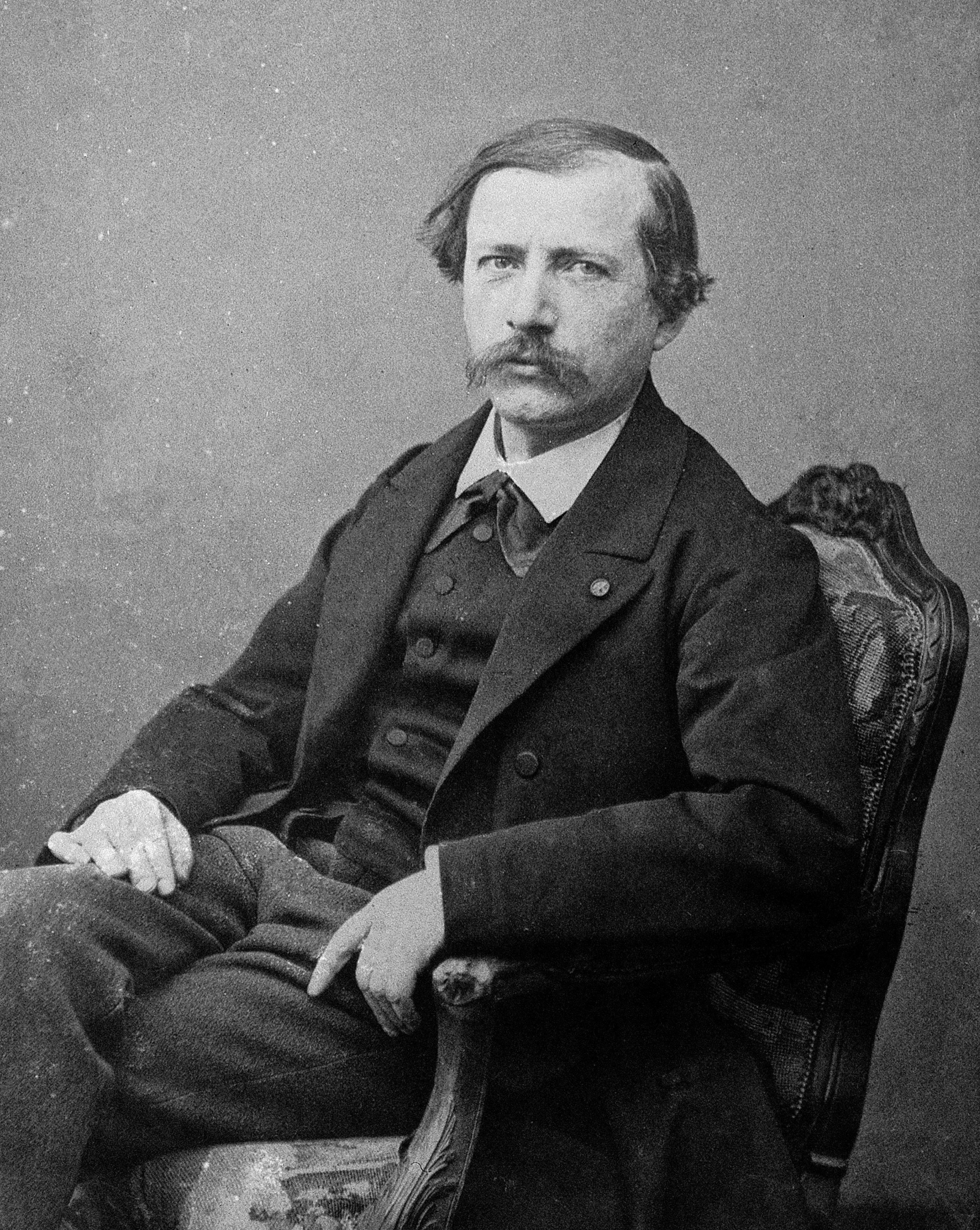
Marcellin Pierre Eugène Berthelot

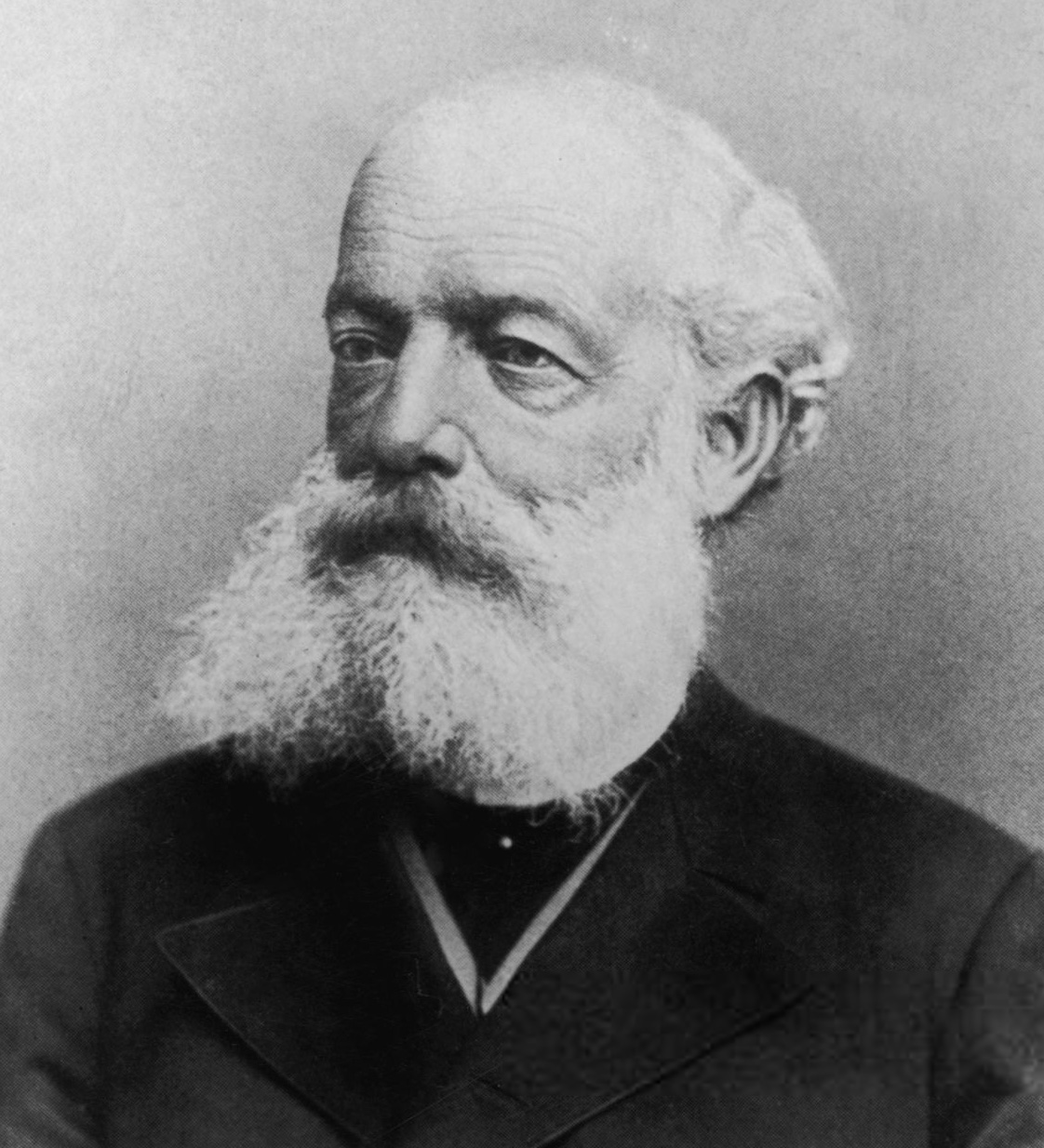
Friederich August Kekulé

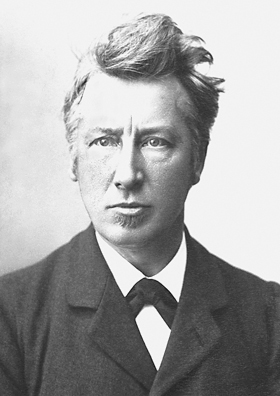
Jacobus Henricus van't Hoff

Els éssers humans han emprat els compostos orgànics i les seves reaccions durant milers d'anys. El primer experiment conscient amb una reacció orgànica data, probablement, des del moment en què es descobrí el foc. Els antics egipcis utilitzaven els compostos orgànics (indi i alitzarina) per a tenyir teles. La famosa porpra reial emprada pels fenicis també era una substància orgànica obtinguda de certs mol·luscs. La fermentació del raïm per a produir etanol, l'esperit de vi, i les característiques àcides del vinagre (vi agre) es descriuen en la Bíblia i ben probablement es coneixien des de temps enrere.

### Síntesi de la urea

Síntesi de la urea

La ciència de la química orgànica, com a tal, té menys de dos segles d'existència. La majoria d'historiadors en fixen l'origen en la primera part del segle xix. Abans del 1850, el químics pensaven que hi havia quelcom que diferenciava els compostos orgànics i que no permetia que aquests es preparassin sinó a partir d'organismes vius. Tots els compostos orgànics que es coneixien abans del 1828 s'havien obtingut d'organismes vius i, per aquesta raó, es creia que existia una “força vital” indispensable per a la seva formació (seguint els corrents del vitalisme). Durant la dècada de 1780, s'establí per primera vegada la diferència entre compostos orgànics (obtinguts d'organismes vius) i compostos inorgànics (derivats de fonts no vivents). De 1828 a 1850, se sintetitzaren diversos compostos orgànics d'altres típicament inorgànics. Cap a 1816, Michel Chevreul començà a estudiar el sabons fets de diversos greixos i àlcalis. Separà els diversos àcids que en combinació amb els àlcalis produeixen el sabó. Com que tots aquests eren compostos individuals, demostrà que era possible fer un canvi químic en diversos greixos (els quals tradicionalment provenien de fonts orgàniques), produint nous compostos sense la "força vital ". La primera d'aquestes síntesis, la realitzà el químic alemany Friedrich Wöhler el 1828. Wöhler descobrí que el compost orgànic urea (un component present abundantment a l'orina) podia preparar-se escalfant el compost inorgànic cianat d'amoni. Això conduí a la desaparició de les idees vitalistes, però de forma lenta, i no foren obsoletes en els cercles científics fins al 1850, i possibilità el desenvolupament de la ciència de la química orgànica que ha seguit evolucionant fins al present. Malgrat que Wöhler va ser sempre cautelós sobre la qüestió que ell hagués desaprovat la teoria de la força vital, aquest esdeveniment ha estat sovint considerat com un punt d'inflexió.

### Primer tint artificial
El 1856 William Henry Perkin, quan tractava de fabricar quinina, accidentalment produí un tint orgànic que actualment rep el nom de malva de Perkin i els francesos l'anomenen mauveïna. Com que aquest esdeveniment va tenir molta importància econòmica, incrementà l'interès mundial per la química orgànica. L'anomenà porpra d'anilina. S'obrí així el camp dels colorants sintètics que aproparen els colors a tota la població.

### L'anàlisi dels compostos orgànics
Quan encara era vigent el vitalisme es feren avanços molt importants en el desenvolupament dels mètodes qualitatius i quantitatius per a l'anàlisi de les substàncies orgàniques. El 1784, el químic francès Antoine Laurent Lavoisier demostrà per primera vegada que els compostos orgànics estaven constituïts principalment de carboni, hidrogen i oxigen. Entre els anys 1811 i 1831, l'alemany Justus von Liebig, el suec Jöns Jacob Berzelius i el francès Jean-Baptiste Dumas, desenvoluparen mètodes quantitatius per a la determinació dels compostos orgànics. El gran augment en el nombre de composts orgànics coneguts i el perfeccionament de l'anàlisi orgànica elemental mostraren l'existència de substàncies que, tot i ser essencialment diferents, tenien la mateixa composició elemental, cosa que donà lloc a la introducció del concepte d'isomeria per Berzelius. La sistematització en la classificació dels composts orgànics fou possible arran de l'establiment empíric del concepte de funció química i de la introducció, per part de Liebig i Wöhler, de la noció de radical químic, per a indicar grups d'àtoms que resten invariables al llarg de transformacions químiques successives.

### Síntesi orgànica
L'any 1844, Adolph Wilhelm Hermann Kolbe realitzà la preparació de l'àcid acètic a partir de materials inorgànics. De 1850 a 1865, Marcellin Berthelot va sintetitzar metà, metanol, etè i benzè i exposà les seves teories en el llibre La Chimie Organique Fondée sur la Synthèse. Berthelot començà a preparar compostos orgànics simples a partir de compostos inorgànics encara més simples, com ara el diòxid de carboni. D'aquesta manera, aconseguí sintetitzar l'etanol i observà que no es podia diferenciar de l'obtingut per fermentació de manera natural. Tanmateix, Berthelot feu una cosa més important: començà a sintetitzar productes que no existien en la natura. Combinà el glicerol amb àcids dels quals es desconeixia la seva existència en la natura i aconseguí greixos diferents dels que s'havien obtingut dels éssers vius. Així, Berthelot posà les base de la síntesi orgànica de productes artificials.

### L'estructura de les molècules
El 1860, s'aclarí una gran confusió quan l'italià Stanislao Cannizzaro demostrà que la hipòtesi d'Amedeo Avogadro (1811) podia emprar-se per a diferenciar entre fórmules empíriques i moleculars. Com a resultat d'això, moltes molècules que abans pareixien tenir la mateixa fórmula resultaren estar compostes per diferent nombre d'àtoms. Per exemple, l'etilè, el ciclopentà i el ciclohexà tenen tots la mateixa fórmula empírica: CH₂. Tanmateix, tenen diferents fórmules moleculars: C₂H₄, C₅H10 i C₆H₁₂, respectivament.

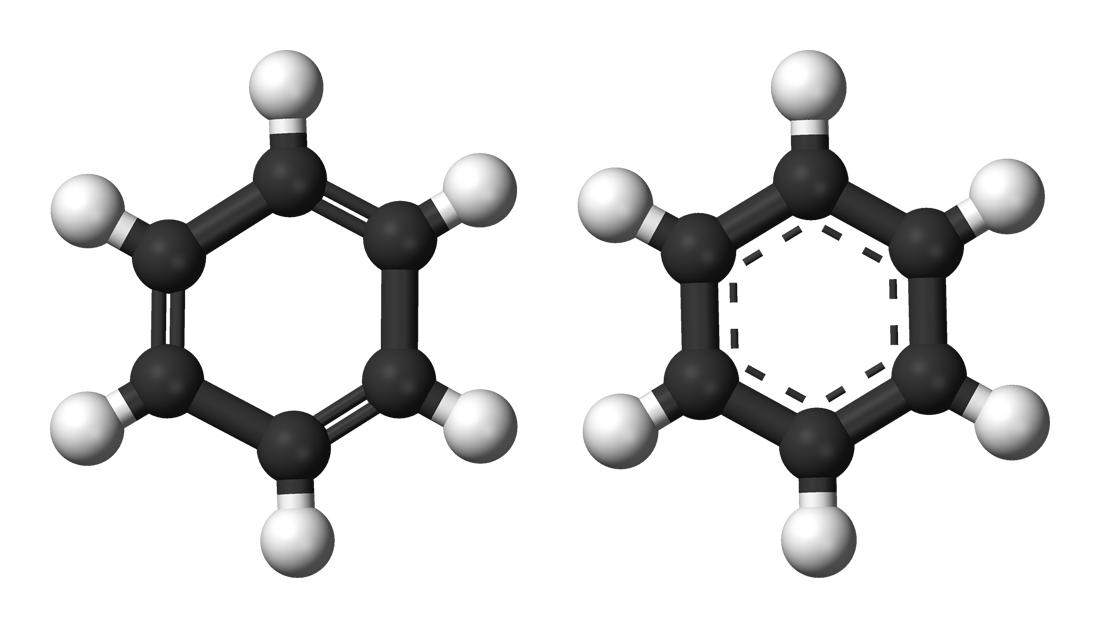
Aromaticitat del benzè

El gran progrés de la química orgànica experimental, reflectit en els treballs del francès Charles Adolphe Würtz i de l'alemany August Wilhelm von Hofmann sobre les amines, de l'anglès Alexander William Williamson sobre els èters, de l'alemany Adolph Wilhelm Hermann Kolbe sobre els productes de l'electròlisi dels àcids carboxílics i de l'anglès Edward Frankland sobre els derivats alquil metàl·lics, menà al reconeixement de classes o tipus de composts.
Frankland introduí el concepte de valència, entenent-lo com a capacitat de combinació, i entre 1858 i 1861, l'alemany Friederich August Kekulé, l'anglès Archibald Scott Couper i el rus Aleksandr Mikhailovich Butlerov, treballant de manera independent, posaren les bases d'una de les idees fonamentals de la química orgànica: la teoria estructural. Kekulé, Couper i Butlerov proposaren que el carboni és tetravalent (és a dir, que té valència 4 o que forma 4 enllaços) en els seus compostos i, el que és més important, que un àtom de carboni pot utilitzar una o més de les seves valències per a formar enllaços amb altres àtoms de carboni, demostrant que es podien enllaçar els uns amb els altres per formar una xarxa de carboni, i que els patrons detallats dels enllaços atòmics podien ser discernits per interpretacions acurades de les reaccions químiques apropiades. En la publicació original, Couper representà aquests enllaços mitjançant línies, quasi de la mateixa manera que els químics els representen actualment. El 1856, Kekulé aconseguí explicar l'estructura del benzè introduint el concepte d'aromaticitat. I el 1861 Kekulé donà la primera definició moderna de química orgànica: l'estudi dels compostos del carboni.

Geometria tetraèdrica dels enllaços del carboni

El 1874, les fórmules estructurals desenvolupades per Kekulé, Couper i Butlerov s'obriren a les tres dimensions de l'espai gràcies als treballs de Jacobus Henricus van't Hoff i Joseph Achille Le Bel. Ambdós demostraren, de manera independent, que els quatre enllaços de l'àtom de carboni, per exemple en el metà, estan disposats de manera que apunten cap als vèrtexs d'un tetraedre regular amb l'àtom de carboni situat al seu centre. Aquest descobriment fou vital per al posterior desenvolupament de la química orgànica.

### Segle XX
A principi del segle xx, el progrés de la química orgànica va permetre la síntesi de molècules altament complexes mitjançant procediments de multifase. En aquell segle, es va tenir la concepció que els enzims i els polímers eren llargues molècules orgàniques. La síntesi total és el procés de trobar noves rutes de síntesi per a un compost donat. Aquesta síntesi total va començar amb la síntesi de la urea, incrementà la seva complexitat amb la síntesi de la glucosa i del terpineol, i l'any 1907, la síntesi total va entrar en el circuit comercial sota el guiatge de Gustaf Komppa amb la càmfora. Des de l'inici del segle xx, la complexitat de la síntesi total s'ha incrementat, amb exemples com el de l'àcid lisèrgic i la vitamina B₁₂.

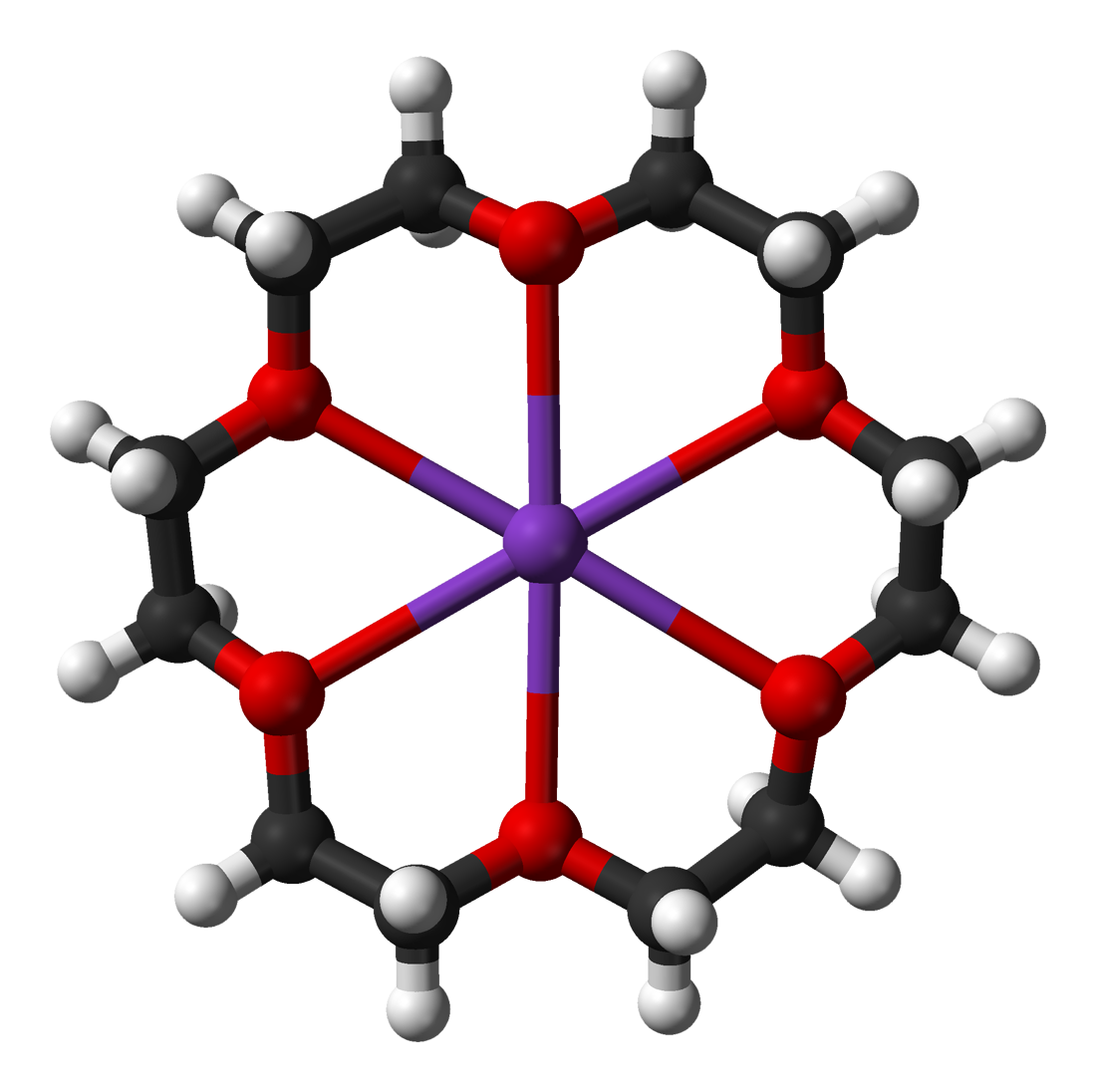
Èter corona coordinat amb un catió potassi, K^{+}, en el centre

Un altre exemple dels avenços en aquest camp ha estat l'obtenció, efectuada per Y. Kishi i el seu equip, de la Universitat Harvard, de l'àcid palitoxin carboxílic, la molècula més complexa que mai s'havia sintetitzat. Amb més de 120 àtoms de carboni, molts dels quals formen centres quirals, té mil trilions d'isòmers i la síntesi fou dirigida per obtenir-ne un de concret. La síntesi es realitzà obtenint per separat vuit parts diferents de la molècula i posteriorment ajuntant-les. També s'ha realitzat la síntesi d'altres molècules complexes, moltes conegudes per llur presència en la natura i amb determinades propietats. Això n'ha facilitat l'obtenció amb processos més fàcils que l'extracció de vegetals. També s'han sintetitzat biomolècules, com ara àcids nucleics i proteïnes. La química orgànica ha proporcionat nous plàstics, alguns dels quals poden presentar propietats inusuals en aquests compostos, com ara la conductivitat o el ferromagnetisme.

### Petroli
La història de la química orgànica continuà amb el descobriment del petroli, del qual provà l'origen biològic, i la seva separació en fraccions químiques segons els seus punts d'ebullició. La conversió de diferents tipus de compostos amb diversos processos químics portà al naixement de la indústria petroquímica, la qual aconseguí fabricar gomes artificials, diversos adhesius, additius modificats de petroli i plàstics.

### Farmàcia
La indústria farmacèutica començà en la darrera dècada del segle xix, quan es va començar a fabricar l'àcid salicílic, més conegut amb el nom del medicament aspirina, fabricat primer per l'empresa Bayer. La primera droga medicament que va ser millorada de manera sistemàtica va ser l'arsfenamina (Salvarsan). Nombrosos derivats de l'atoxil, que és perillosament tòxic, van ser examinats per Paul Ehrlich i el seu equip, i entre els seus compostos es va escollir el de major efectivitat i menor toxicitat. El compostos relacionats amb el colesterol han obert nous camins per a la síntesi d'hormones humanes complexes i els seus derivats modificats.

### Mètodes de síntesi
Amb aquestes bases, els químics orgànics aprengueren a transformar un grup d'àtoms en un altre, mitjançant un procés d'alteració: a obrir l'anell d'àtoms i formar anells a partir de cadenes obertes; a separar entre si grups d'àtoms; a afegir àtoms de carboni, un per un, a una cadena. El mètode específic de realitzar una tasca arquitectònica dins de la molècula orgànica prengué el nom dels seus descobridors. Així, hi ha la reacció de Perkin, l'eliminació de Hofmann, la degradació de Hofmann, l'alquilació de Friedel-Crafts i l'acilació de Friedel-Crafts, els reactius de Grignard, la reducció de Sabatier-Senderens, la reacció de Diels-Alder, la reacció de Hell-Volhard-Zelinski, la condensació de Claisen, la reacció de Cannizzaro, la reacció de Wittig, la reacció de Bradsher, la reacció de Txitxibabin, la reacció de Doebner, la reacció de Kolbe, la reacció de Mannich, la reacció de Reformatsky, la reacció de Sandmeyer, la reacció de Wurtz, l'eliminació de Cope, la reducció de Clemmensen, la síntesi de Gabriel, la síntesi de Corey-House, la síntesi de Strecker, etc.

### Actualitat

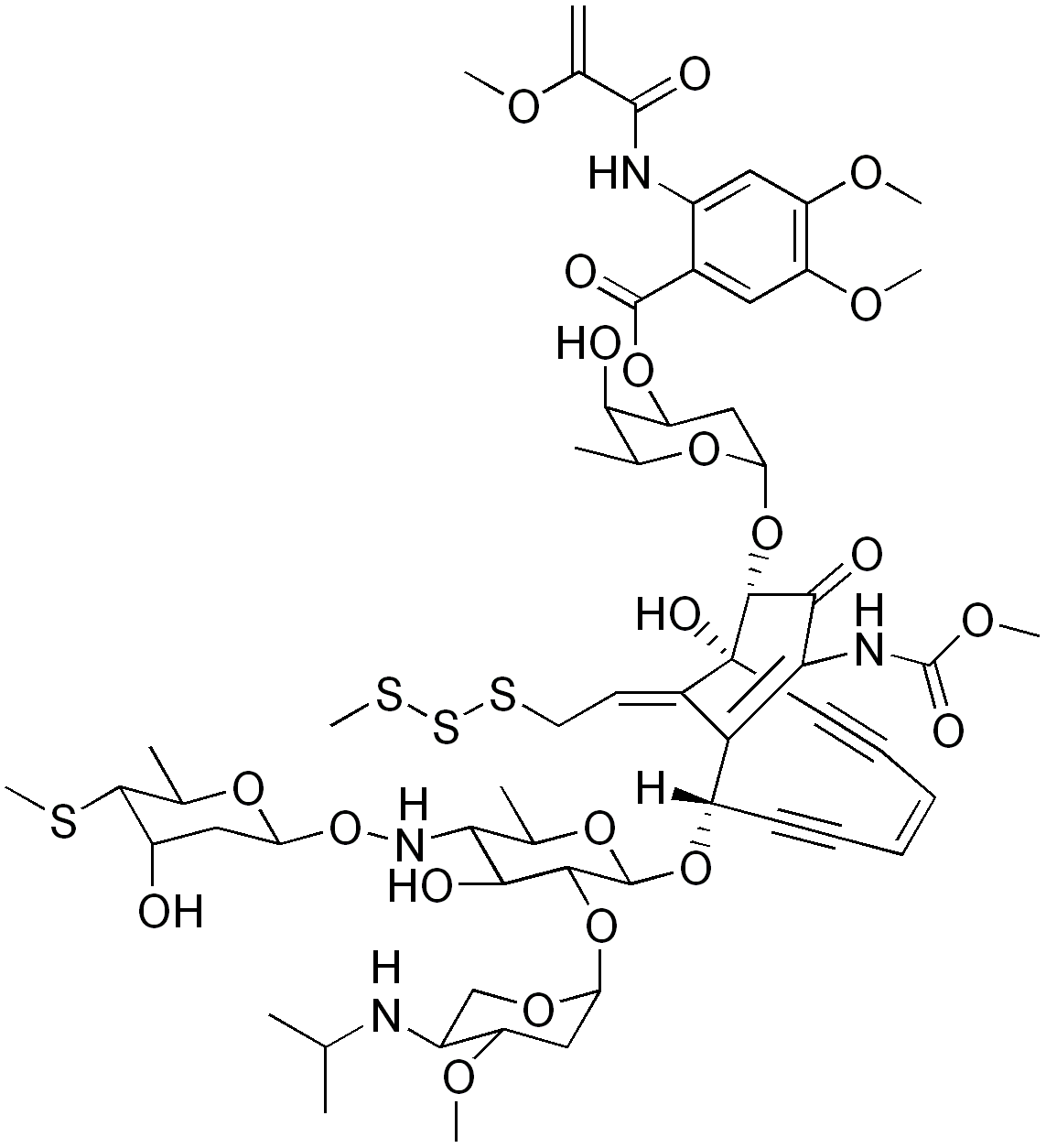
Esperamicina, un dels millors anticancerosos

La química dels productes naturals ha dut a l'obtenció de nombrosos compostos utilitzables en medicina. Així, substàncies anticancerígenes, com la caliquemicina i l'esperamicina, han estat identificades per diversos equips. Totes dues provenen d'una molècula complexa amb diversos anells, sucres i àtoms de sofre. La seva acció té lloc sobre l'ADN de les cèl·lules tumorals i s'ha mostrat efectiva en rates, en què s'ha caracteritzat com l'agent anticancerós més potent assajat en animals. D'altra banda, diverses substàncies que també poden tenir aplicació en medicina han estat extretes de la pell de les granotes. Així, un antibiòtic obtingut d'aquesta manera s'assaja actualment en humans, mentre que un compost contra el dolor també ha estat identificat. Aquest darrer es mostra 200 vegades més potent que la morfina. S'anomena epibatidina, per haver-se extret de la pell de la granota Epipedobates tricolor. També s'han sintetitzat altres compostos naturals. Elias James Corey i el seu equip, de la Universitat Harvard, ha sintetitzat l'anomenada ginkgolida B. Igualment, s'han sintetitzat antibiòtics, substàncies produïdes pel múscul cardíac i d'altres. El progrés ha proporcionat nous fàrmacs per a problemes psíquics, al mateix temps que permetia entendre les alteracions fisiològiques que hi donen lloc. També ha servit per a trobar substàncies contra el dolor, l'ansietat, etc. La síntesi orgànica, al mateix temps, s'ha basat en la imitació d'alguns processos naturals. Així, hom ha treballat en molècules que en capturen d'altres, la qual cosa fa pensar en la reacció entre substrat i enzim en biologia. Entre aquests compostos, hi trobem els èters corona, investigats per Charles J. Pedersen, de l'empresa Du Pont, de Wilmington (Estats Units d'Amèrica). Aquests compostos actuen selectivament sobre certs ions i no solament són un gran suport en síntesi, sinó que alhora ajuden a entendre els processos biològics d'aquest tipus. Aquests mètodes són un gran suport per a la química i per a la recerca biològica i mèdica. Actualment, l'objectiu són els centres estereogènics que poden ser sintetitzats correctament amb la síntesi asimètrica.

## Propietats fonamentals del carboni
La gran diversitat de compostos orgànics que hi ha és deguda a la facilitat amb què els àtoms de carboni es poden unir entre si mitjançant enllaços covalents. En química orgànica, el carboni sempre actua amb la valència 4: cada àtom de carboni pot compartir quatre electrons per formar quatre enllaços covalents. En aquest cas, l'energia entre els diferents orbitals lliures del carboni s²p4 s'hibriden formant orbitals híbrids de similar nivell energètic.
Les propietats físiques del compostos orgànics d'interès n'inclouen tant les característiques quantitatives com les qualitatives. La informació quantitativa inclou el punt de fusió, el punt d'ebullició i l'índex de refracció. Les propietats qualitatives inclouen l'olor, la consistència, la solubilitat, i el color.

### Propietats de fusió i ebullició
En contrast amb molts materials inorgànics, els compostos orgànics típicament es fonen i molts bullen. En els primers temps de la història de la química orgànica, el punt de fusió (pf) i el punt d'ebullició (pe) proporcionaven una informació crucial sobre la puresa i identitat dels compostos orgànics. Els punts de fusió i d'ebullició estan correlacionats amb la polaritat de les molècules i el seu pes molecular. Alguns compostos orgànics especialment simètrics sublimen, és a dir, que s'evaporen sense fondre's. Un exemple ben conegut d'això és el paraclorodibenzè, que és el component modern de les boles antiarnes, que abans eren de naftalina. Els compostos orgànics no són gaire estables a temperatures per sobre de 300 °C, encara que n'hi ha excepcions.

### Solubilitat
Els compostos orgànics neutres tendeixen a ser hidròfobs, és a dir, que són menys solubles en aigua que els solvents inorgànics. Les excepcions inclouen compostos orgànics que contenen grups ionitzables com també els alcohols de baix pes molecular, amines, i àcids carboxílics en què hi ha enllaç d'hidrogen. Els compostos orgànics tendeixen a dissoldre's en solvents orgànics. Els solvents poden ser o bé substàncies pures com èter o etanol, o mescles, com solvents parafínics, com diversos èters de petroli o el rang de solvents aromàtics mesclats o purs obtinguts del petroli. La solubilitat dels diferents solvents depèn del tipus de solvent i dels grups funcionals presents.

### Propietats de l'estat sòlid
Són d'interès diverses propietats dels cristalls moleculars i polímers orgànics amb sistemes conjugats segons les aplicacions. Per raons històriques, aquestes propietats són principalment objecte de la ciència dels polímers i la ciència dels materials.

## Nomenclatura

Diversos noms i representacions per a un compost orgànic

Els noms dels compostos orgànics són o bé sistemàtics, seguint de forma lògica d'una sèrie de regles, o no sistemàtics, seguint una sèrie de tradicions. La nomenclatura sistemàtica està estipulada per les especificacions del IUPAC. En la pràctica, les recomanacions segons el IUPAC se segueixen més estretament per als compostos simples, però no en les molècules complexes.
La nomenclatura no sistemàtica és més simple i no és ambigua, com a mínim en la química orgànica. Els noms no sistemàtics no indiquen l'estructura dels compostos. Els noms no sistemàtics són comuns per a molècules complexes, les quals inclouen molts productes naturals.
Amb l'increment de l'ús d'ordinadors, han aparegut altres mètodes de donar nom que han de ser interpretats per les màquines. Dos formats populars en són SMILES i InChI.

### Esquemes estructurals
Les molècules orgàniques es descriuen de manera més comuna per esquemes o fórmules estructurals, combinacions d'esquemes i símbols químics. La fórmula "línia enllaç" és simple i no ambigua. En aquest sistema, els punts finals i interseccions de cada línia representen els àtoms de carboni i hidrogen.

## Caracterització
Com que els compostos orgànics sovint existeixen en forma de mescles, s'ha desenvolupat una gran varietat de tècniques per avaluar-ne la puresa; especialment important són les de la cromatografia com HPLC i cromatografia de gas. Els mètodes tradicionals de separació inclouen la destil·lació, la cristal·lització i l'extracció amb el solvent.
Els compostos orgànics estaven tradicionalment caracteritzats per una gran varietat d'anàlisis químiques, anomenades mètodes humits, però aquestes proves han estat en gran part desplaçades per altres mètodes d'anàlisi assistits per ordinador i per l'espectroscòpia.

### Principals mètodes analítics
- Espectroscòpia per ressonància magnètica nuclear (NMR) és la tècnica més usada. Els principals àtoms constituents en la química orgànica -hidrogen i carboni- existeixen naturalment amb els isòtops ¹H i 13C.
- Anàlisi elemental: un mètode destructiu usat per a determinar la composició elemental d'una molècula.
- Espectrometria de massa: indica el pes molecular d'un compost i, per patrons de fragmentació, la seva estructura.
- Cristal·lografia: un mètode sense ambigüitat per a determinar-ne la geometria molecular.

Els mètodes espectroscòpics tradicionals com l'espectroscòpia d'infraroig, la rotació òptica i l'espectroscòpia UV/VIS, proporcionen informació estructural relativament no específica, però continuen en ús per a classes específiques de compostos.

## Compostos orgànics
Originàriament, el camp de la química orgànica es limità a l'estudi dels composts produïts pels éssers vius. Arran de la caiguda en desús de la teoria de la força vital, aquest camp s'estengué també a les substàncies artificials. Actualment, hi ha més d'un milió de composts orgànics coneguts. El fet que pugui existir un nombre tan extraordinari de combinacions a partir d'un nombre d'elements químics reduït (carboni, hidrogen, oxigen, halogens, nitrogen, sofre i fòsfor, principalment), a diferència del que ocorre en el camp de la química inorgànica, es fonamenta, d'una banda, en la possibilitat que presenta l'àtom de carboni d'establir enllaços covalents amb altres àtoms del mateix element per a formar cadenes i xarxes, i de l'altra, en l'existència de molts diversos grups funcionals, en els quals intervenen el carboni i els elements restants que apareixen en els composts orgànics. Aquest fet condiciona una visió del compost orgànic en la qual hom pot considerar per separat l'estructura bàsica o esquelet carbonat i el conjunt de grups funcionals ancorat sobre aquest.
Quan els composts són formats únicament per carboni i hidrogen, són anomenats hidrocarburs. Teòricament, i sovint també en la pràctica, els composts orgànics poden ser considerats com a derivats dels hidrocarburs per substitució d'àtoms d'hidrogen per altres àtoms o grups. El correcte coneixement de l'estructura dels composts orgànics arrenca de la formulació de les teories estructurals de Kekulé-Couper i de Butlerov, les quals donaren una visió fonamental de la natura de les cadenes carbonades, i en particular pel que fa a la dels composts aromàtics. Posteriorment, la noció d'estereoquímica, derivada de les idees sobre la isomeria geomètrica i l'àtom de carboni asimètric, la introducció del concepte d'enllaç covalent, amb el paper rellevant que aquest té en la química dels composts orgànics, i la formulació de les teories quàntiques de l'enllaç han proporcionat un coneixement gairebé perfecte del problema de l'estructura molecular dels composts orgànics.

### Representació dels compostos orgànics
Per a representar les molècules dels compostos, podem emprar la fórmula molecular, que indica la classe i el nombre d'àtoms que hi ha en la molècula, però la fórmula molecular no diu de quina manera estan distribuïts els àtoms en la molècula. En la química orgànica, per a indicar com estan units els àtoms d'una molècula, hi ha les fórmules desenvolupades i les fórmules semidesenvolupades.
L'expressió gràfica de la constitució i estructura d'una espècie química s'anomena fórmules químiques. Les fórmules són bàsicament els símbols dels elements, xifres en subíndex per a indicar quantes vegades cal considerar-los repetits i ratlles que indiquen els enllaços. Subsidiàriament, hom empra uns altres nombrosos signes, que hi afegeixen informació o n'escurcen l'escriptura. La convenció fonamental de la notació química és que cada símbol representa un àtom i, per tant, totes les fórmules donen la composició qualitativa i quantitativa de les substàncies, car contenen els símbols dels elements presents (o abreviacions que representen conjunts d'aquests símbols), que repeteixen, si cal, o indiquen numèricament llur repetició.
Les fórmules poden ser empíriques, moleculars, desenvolupades i estructurals:

Fórmula desenvolupada plana del benzè

- Fórmula empírica. Les fórmules empíriques són les més simples. Resulten directament de l'anàlisi, i hom les escriu juxtaposant en un cert ordre els símbols i afectant-los dels més petits subíndexs numèrics que expressen l'estequiometria. Substàncies molt diferents poden tenir la mateixa fórmula empírica. Per exemple, la propanona, una cetona té fórmula empírica C₃H₆O, la mateixa que té el propanal, un aldehid.
- Fórmula molecular. Per als composts que consten de molècules discretes; coneixent la fórmula empírica i la massa molecular hom pot escriure'n la fórmula molecular, la qual, bé que dona el nombre exacte d'àtoms que formen la molècula, tampoc no és específica sempre d'una substància. Per exemple, la fórmula empírica del benzè és CH, mentre que la fórmula molecular n'és C₆H₆.
- Fórmula desenvolupada plana. Quan per mètodes físics i químics hom coneix les connexions entre els àtoms, pot escriure la fórmula desenvolupada plana, indicant-ne els enllaços. Per exemple, vegeu la fórmula desenvolupada del benzè en la figura. Les fórmules desenvolupades precisen la topologia molecular i distingeixen entre els isòmers funcionals o posicionals, però no entre els geomètrics o òptics.
- Fórmula estructural. Quan hom coneix, a més, la disposició dels àtoms en l'espai, pot traçar una fórmula estructural, que pot ser només estereoquímica (indicant les orientacions relatives, suficients per a distingir entre estereoisòmers), o pot precisar també la conformació, si la molècula té geometria fixa. Les fórmules estructurals representen simbòlicament en un pla, mitjançant artificis gràfics, els models tridimensionals. Un artifici corrent és simular-ne la perspectiva traçant els enllaços amb ratlles primes, gruixudes o discontínues, segons que se suposin situats en el pla del paper, al damunt o al dessota, respectivament.

Àcid shikímic amb l'orientació dels grups hidroxil
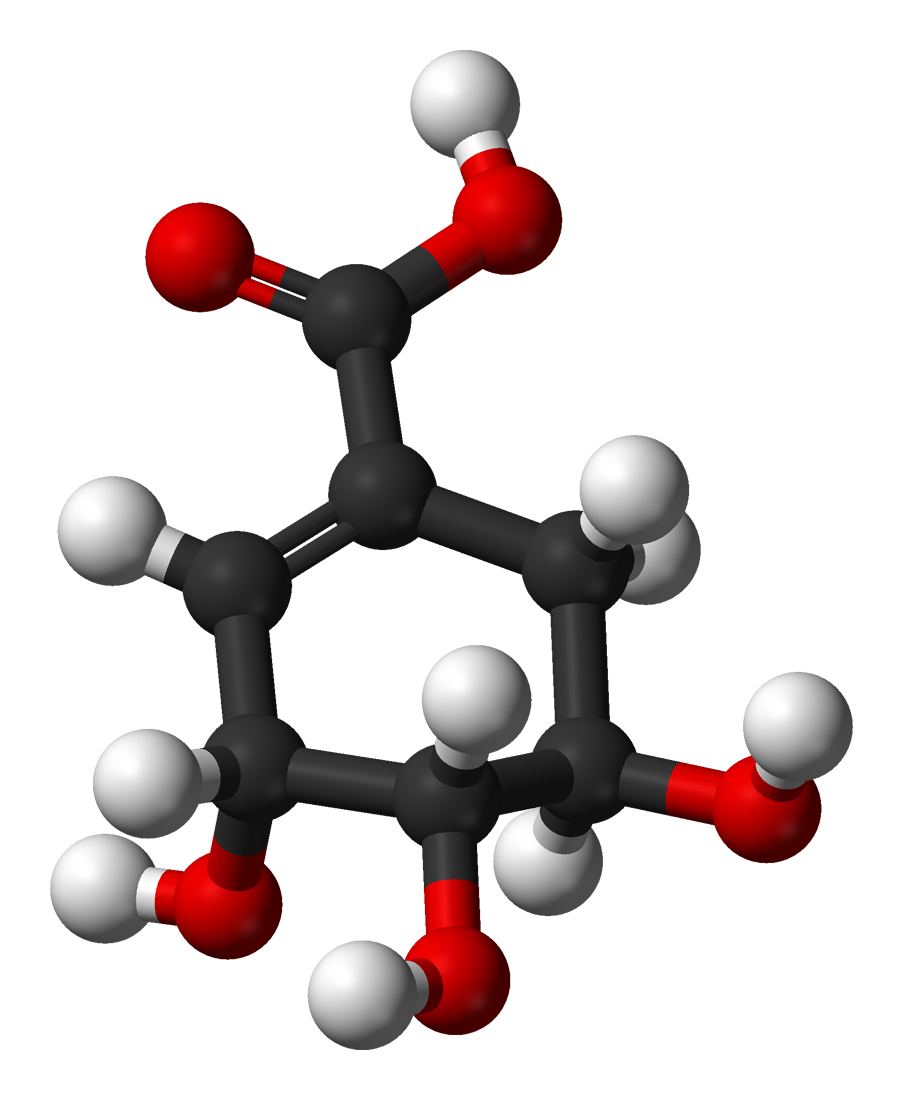
Fórmula estructural de l'àcid shikímic en 3D i amb codi de colors pels diferents àtoms
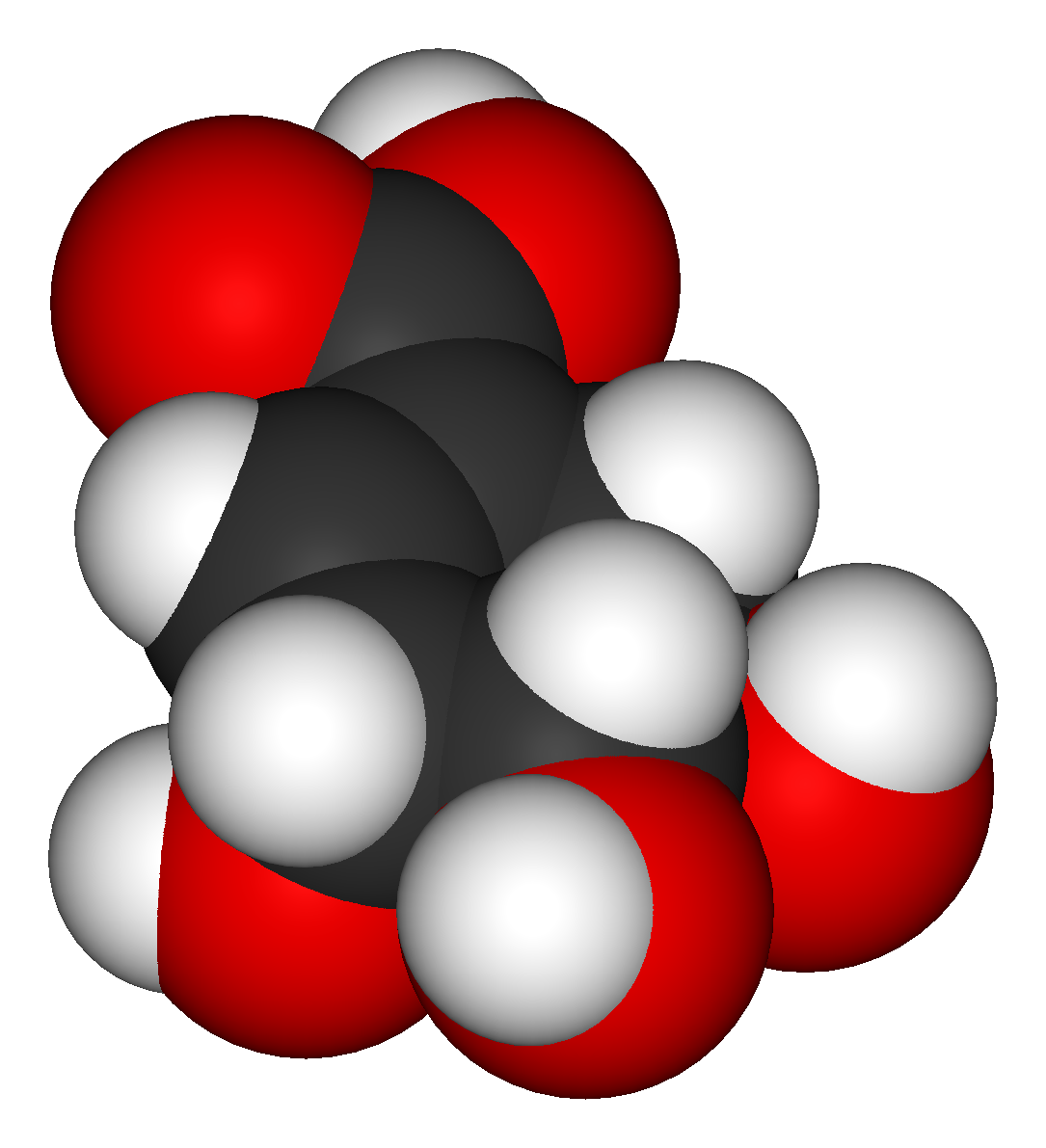
Fórmula estructural de l'àcid shikímic en 3D amb model de bolles sense enllaços

En molts casos, les fórmules utilitzades són de tipus intermedi, car la teoria elimina opcions i basta aclarir els punts dubtosos de l'estructura. L'exigència de concisió fa també que hom ometi sovint els símbols C i H dels cicles orgànics i que hom utilitzi, sobretot per als complexos, abreviatures de noms (com, per exemple, "en" per H₂-NCH₂-CH₂-NH₂) per a guanyar espai i facilitar-ne la lectura.

### Classificació per estructures
Quant als aspectes descriptius, hom ha emprat el criteri estructural per a delimitar les diverses branques en les quals hom pot considerar dividida la química orgànica. Així, hi ha:
- la química orgànica alifàtica o acíclica, que tracta de les estructures obertes, lineals o ramificades, saturades o insaturades;
- la química orgànica alicíclica, relativa als composts carbocíclics no aromàtics;
- la química orgànica aromàtica, relativa als composts derivats formalment del benzè;
- la química orgànica heterocíclica, relativa als composts carbocíclics, aromàtics o no, que contenen un o més heteroàtoms en l'anell carbonat;
- la química organometàl·lica, que tracta dels composts que contenen enllaços carboni-metall, i de
- la química macromolecular, que tracta dels composts, tant naturals com sintètics, les molècules dels quals són polímers.[1]

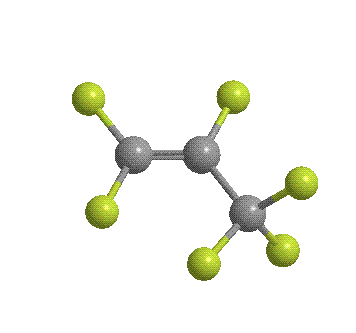
Un compost alifàtic, l'hexafluoropropilè
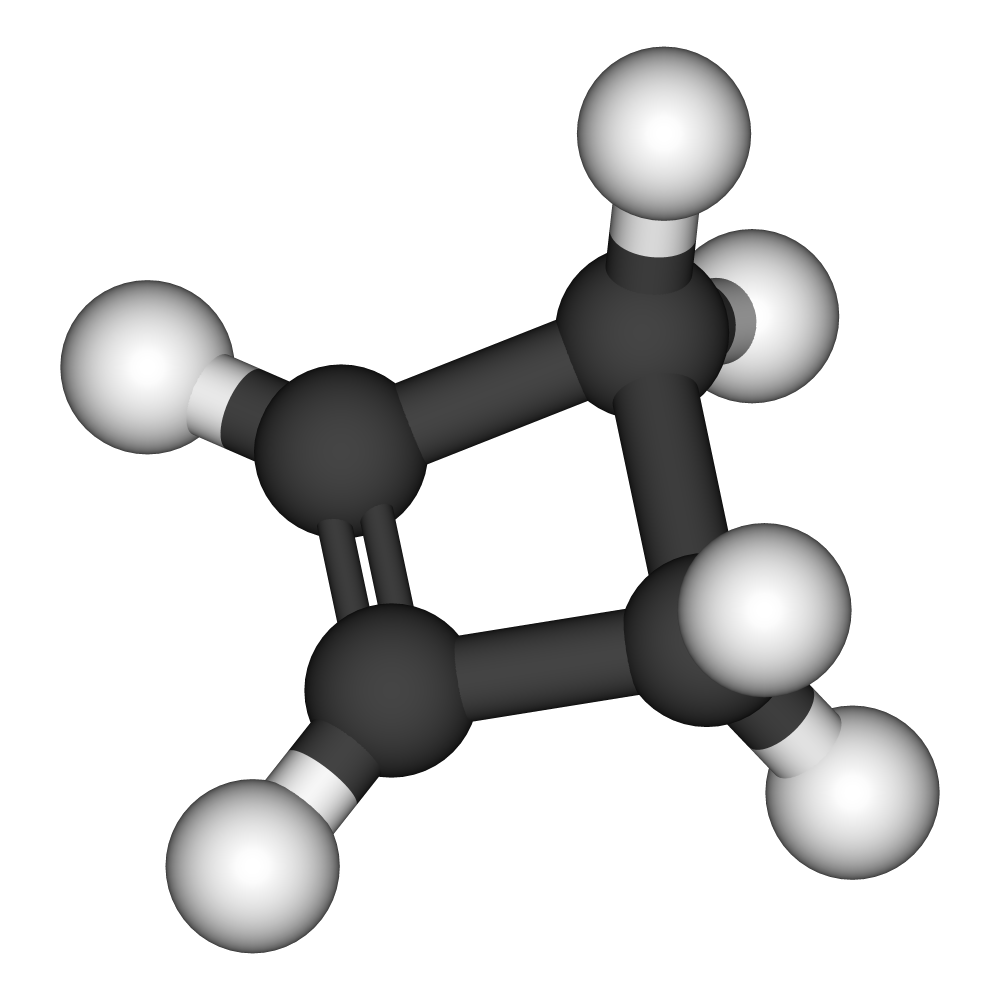
Un compost alicíclic, el ciclobutè
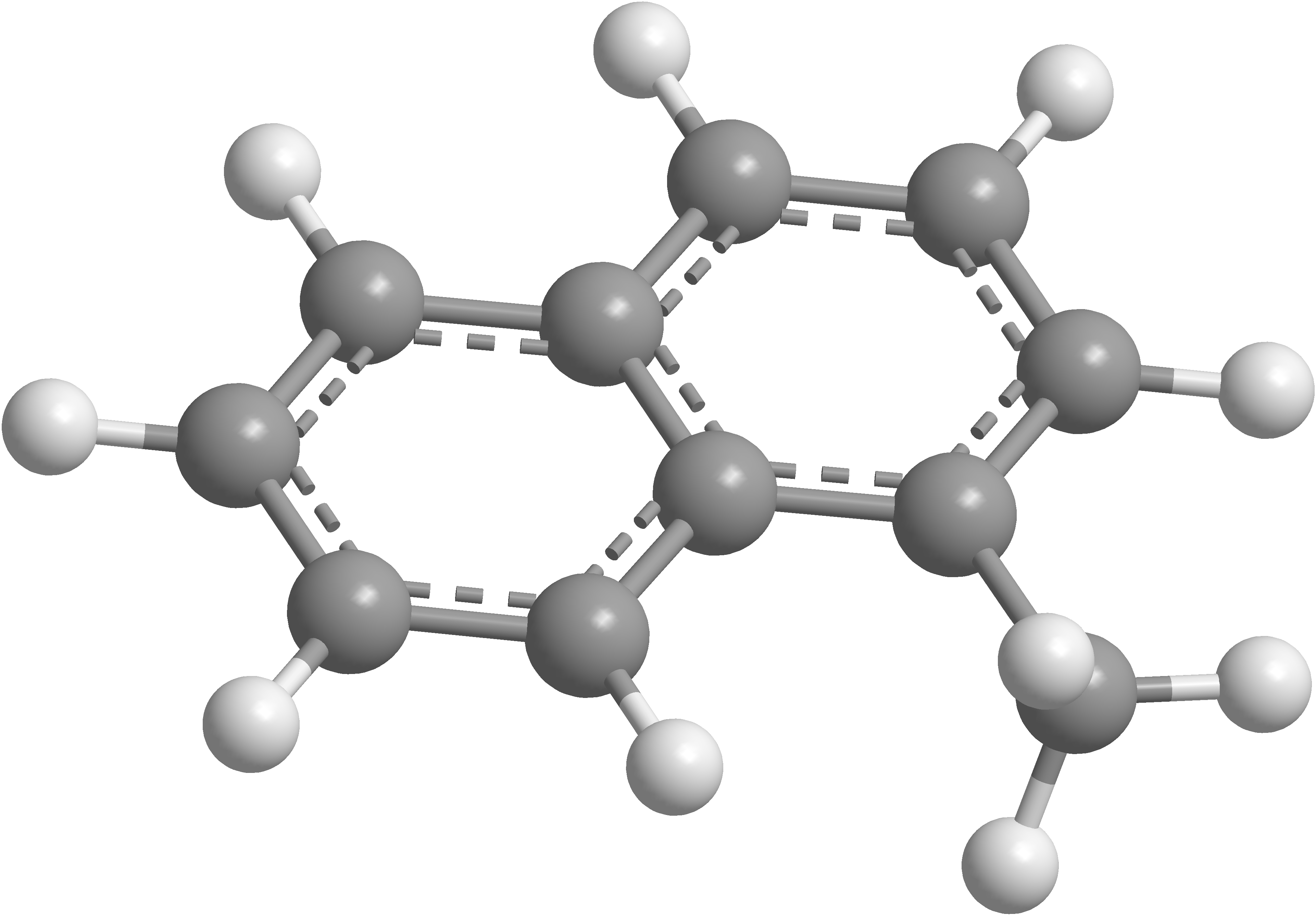
Un compost aromàtic, l'1-metilnaftalè
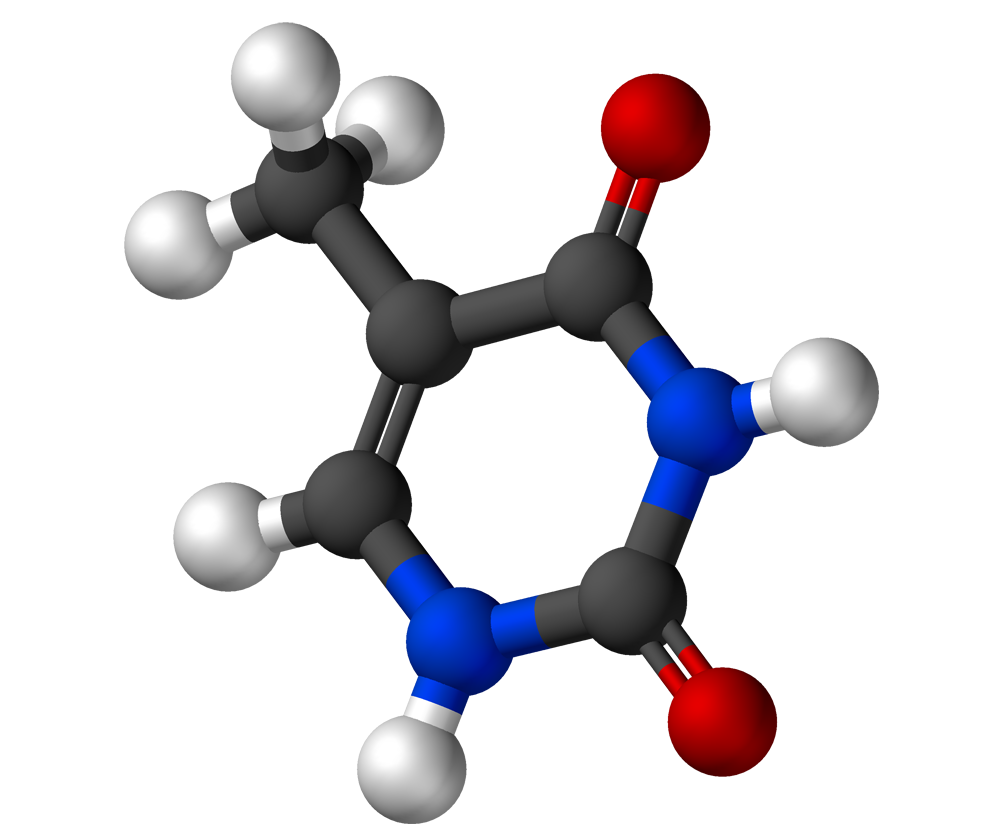
Un compost heterociclic, la timina
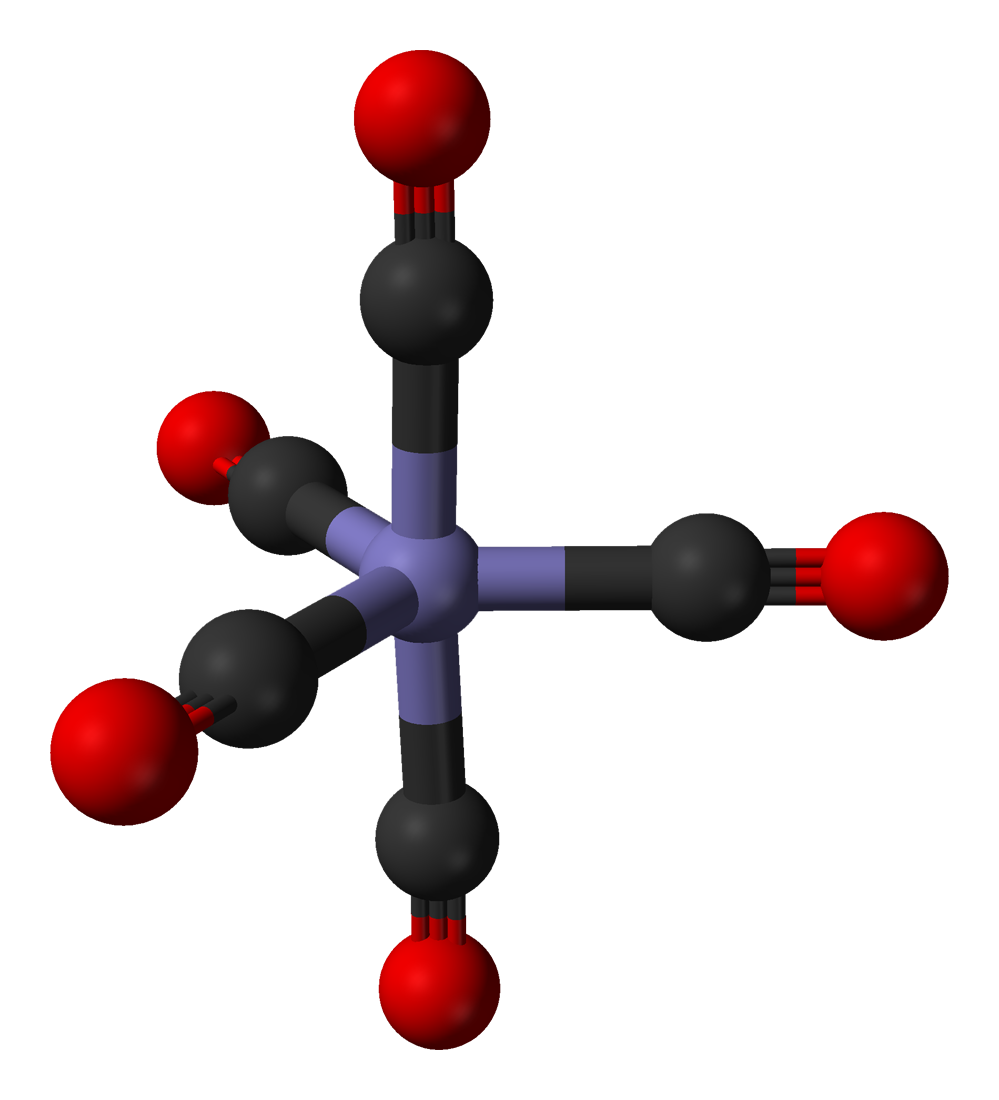
Un compost organometàl·lic, el pentacarbonil de ferro
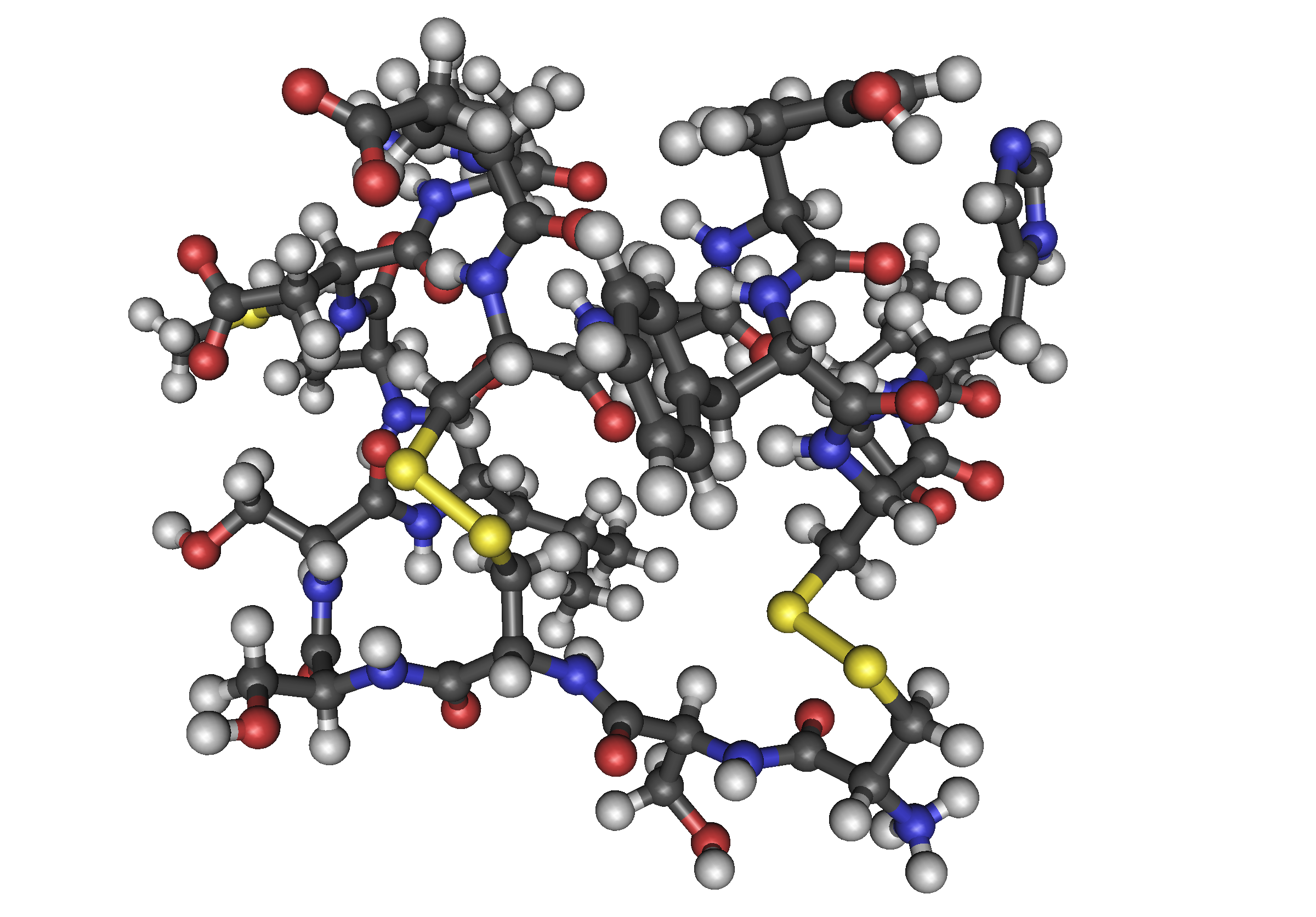
Una macromolècula petita, l'endotelina humana, una hormona

### Classificació per grups funcionals
D'altra banda, els distints grups funcionals confereixen als composts que els contenen propietats físiques i químiques molt relacionades, la qual cosa justifica una classificació dels composts orgànics segons aquest criteri. Així, hom sol parlar d'alcans, alquens, alquins, derivats halogenats, nitrils, alcohols, fenols, quinones, èters, aldehids, cetones, àcids carboxílics, èsters, anhídrids d'àcid, amines, amides, sulfones, etc.

Alquil
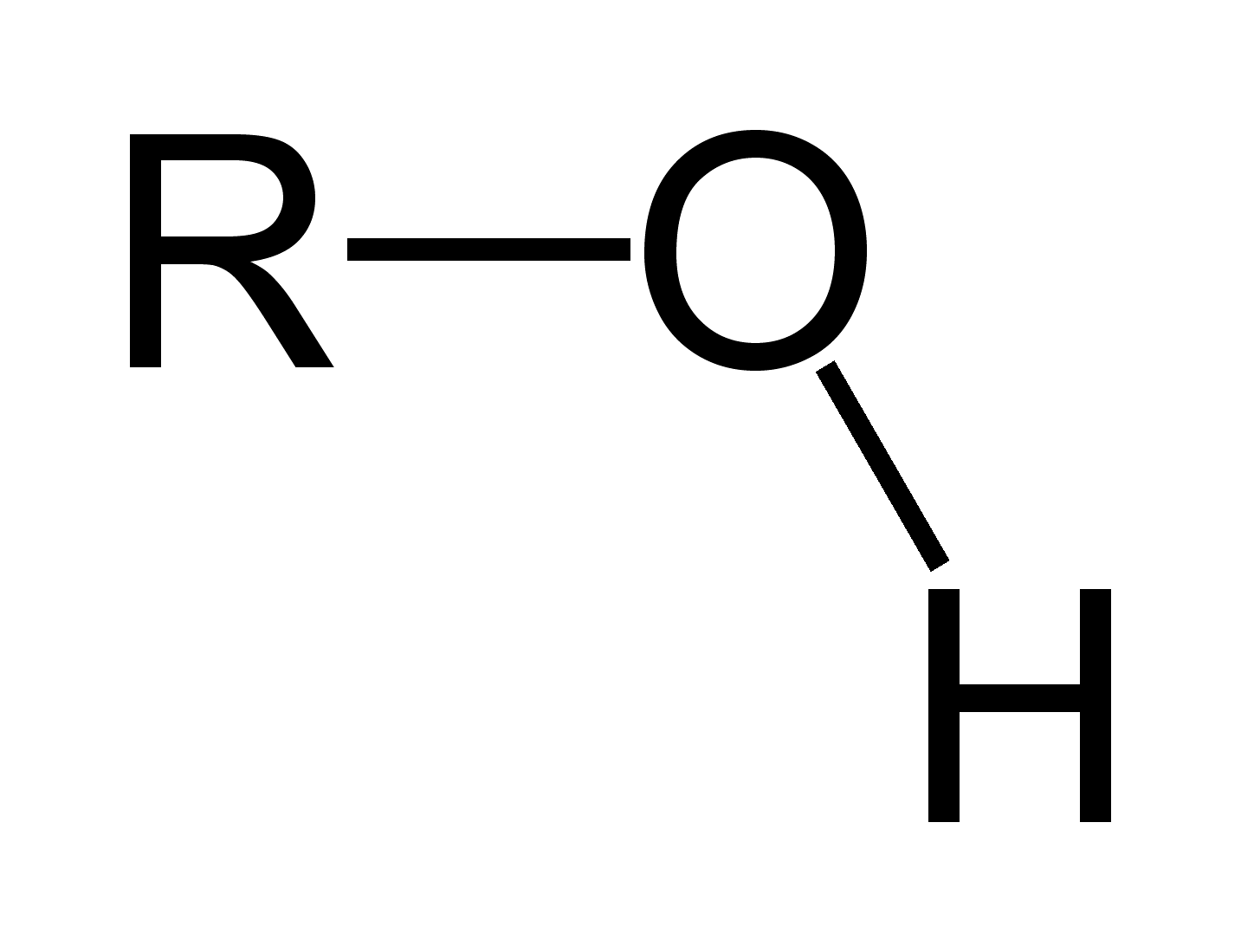
Hidroxil
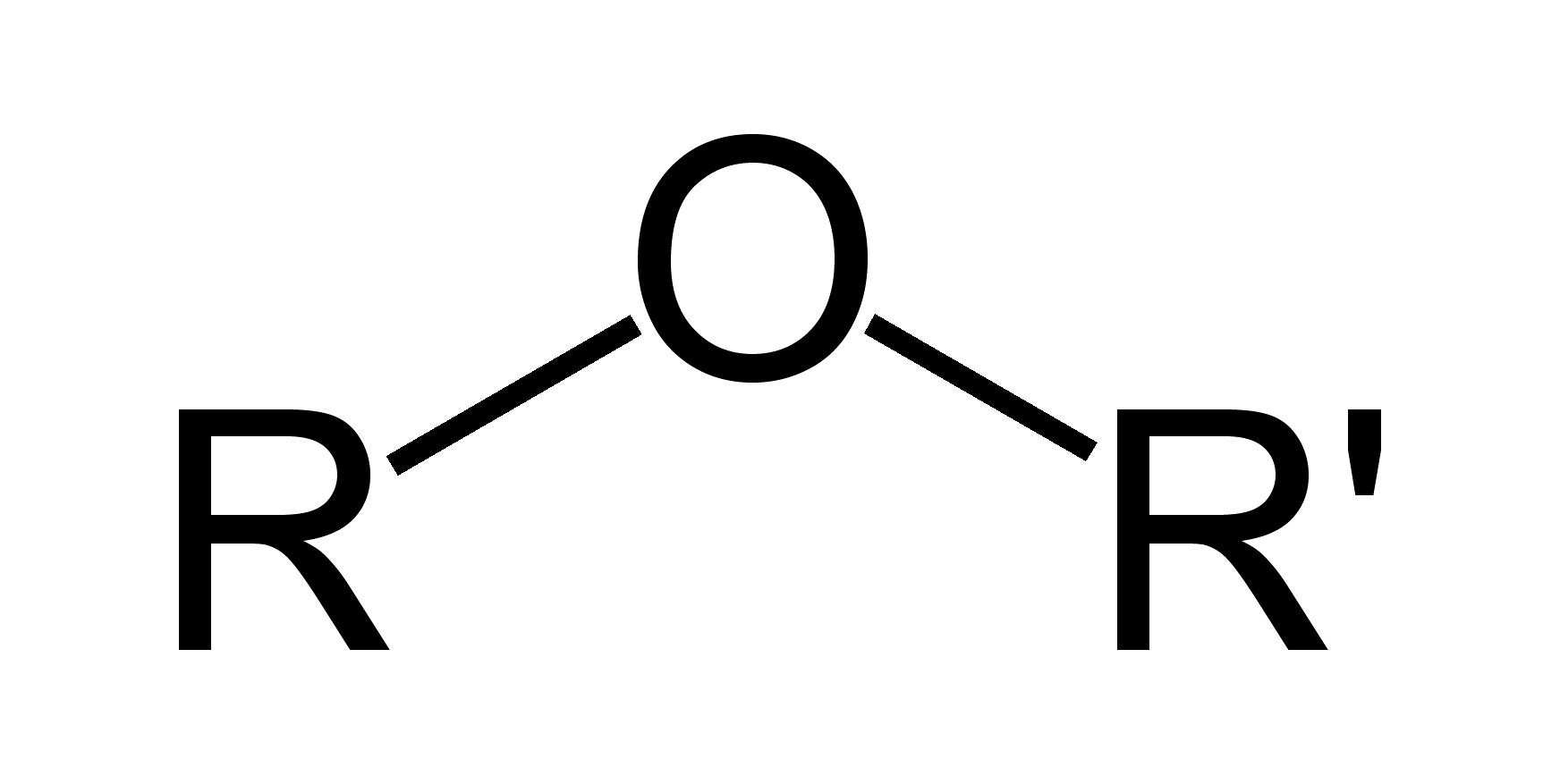
Èter
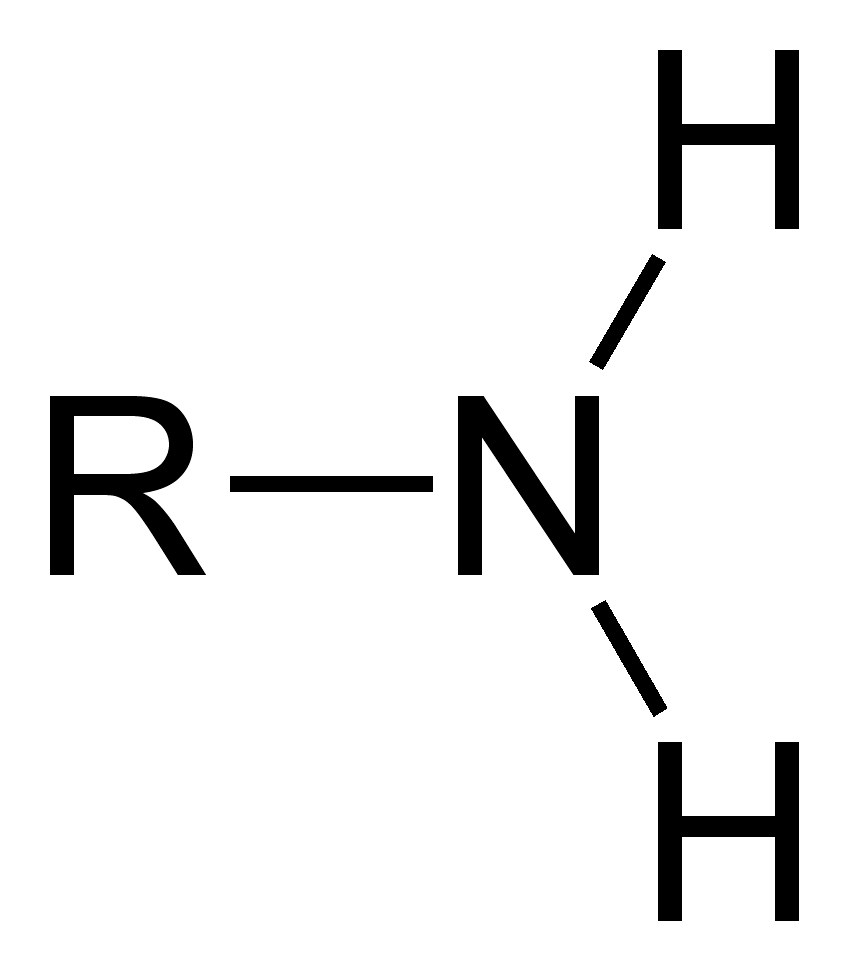
Amina
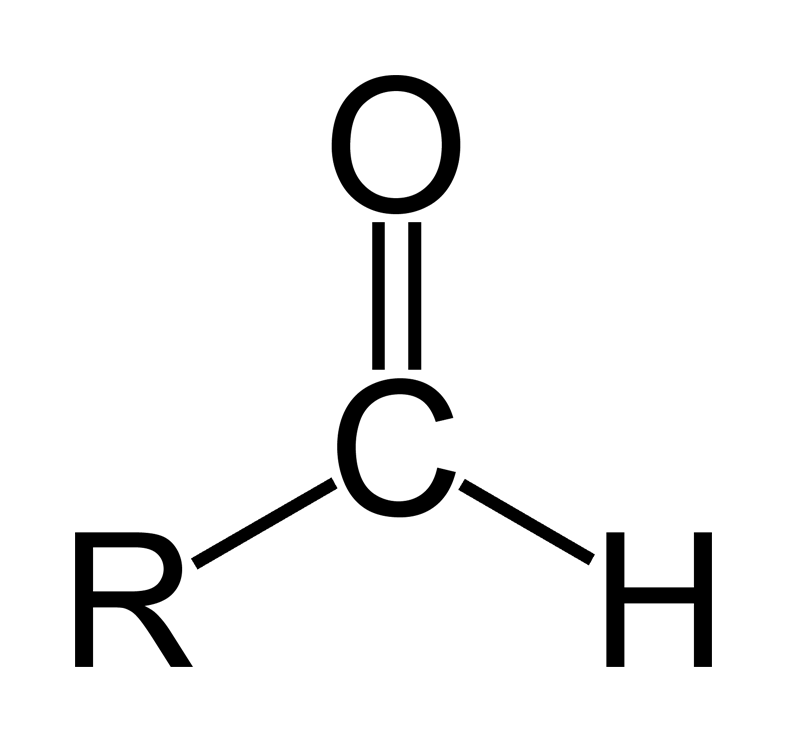
Aldehid
Cetona
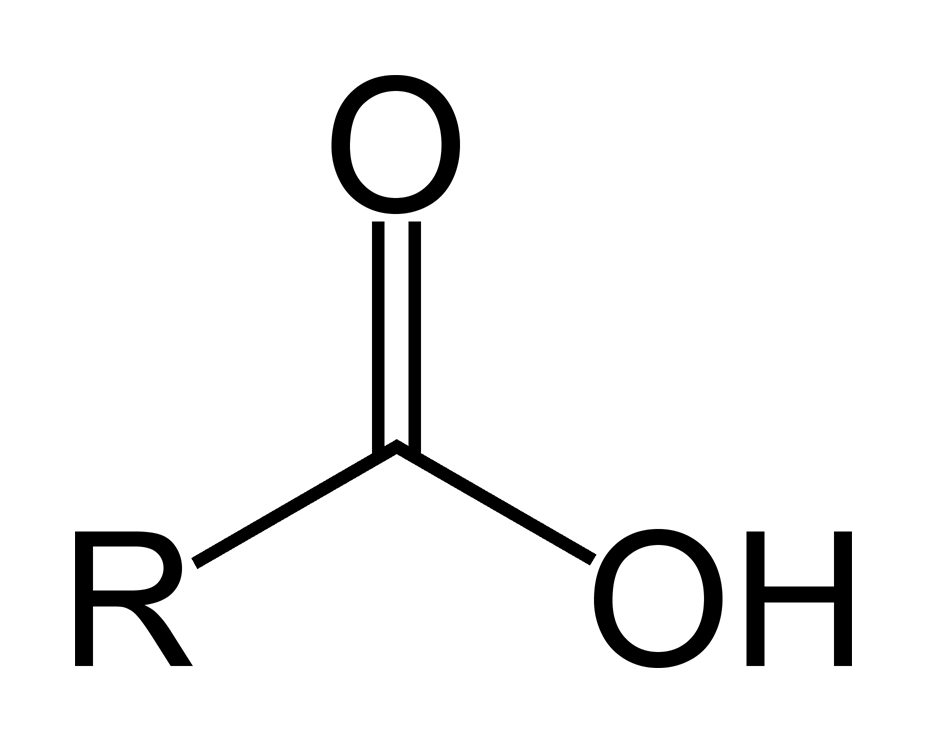
Carboxil
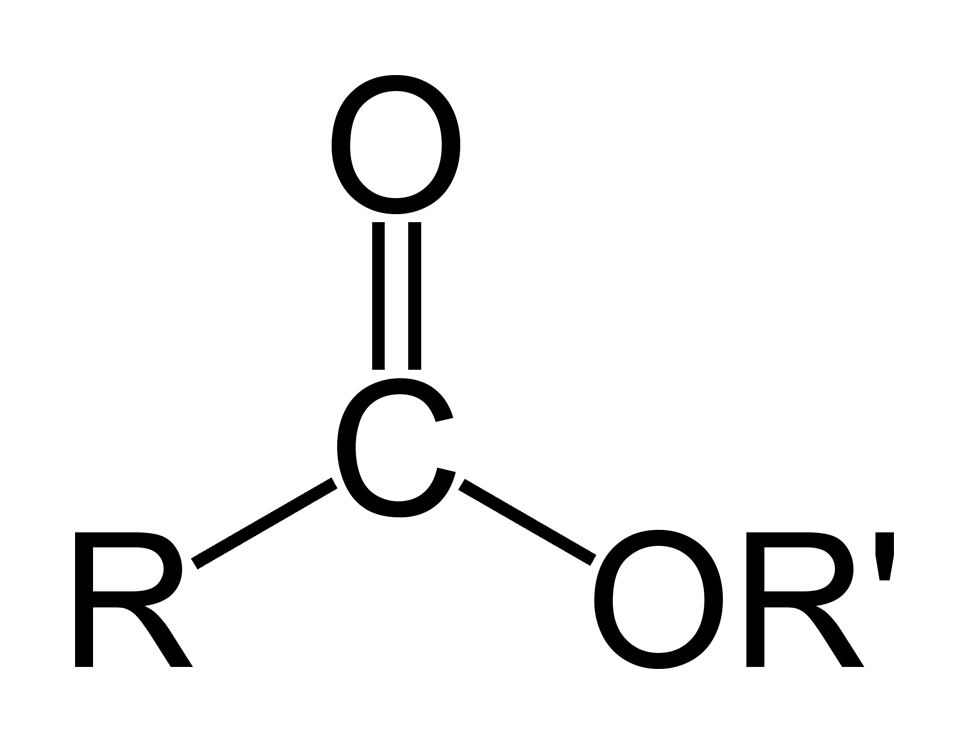
Èster
Carbamoil
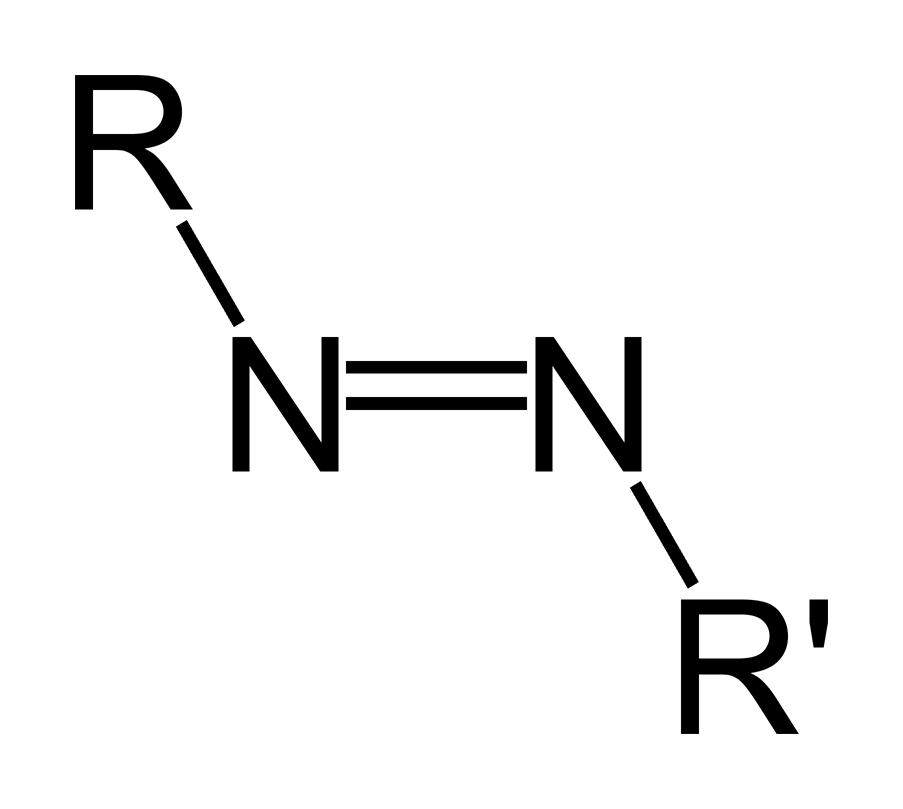
Azo
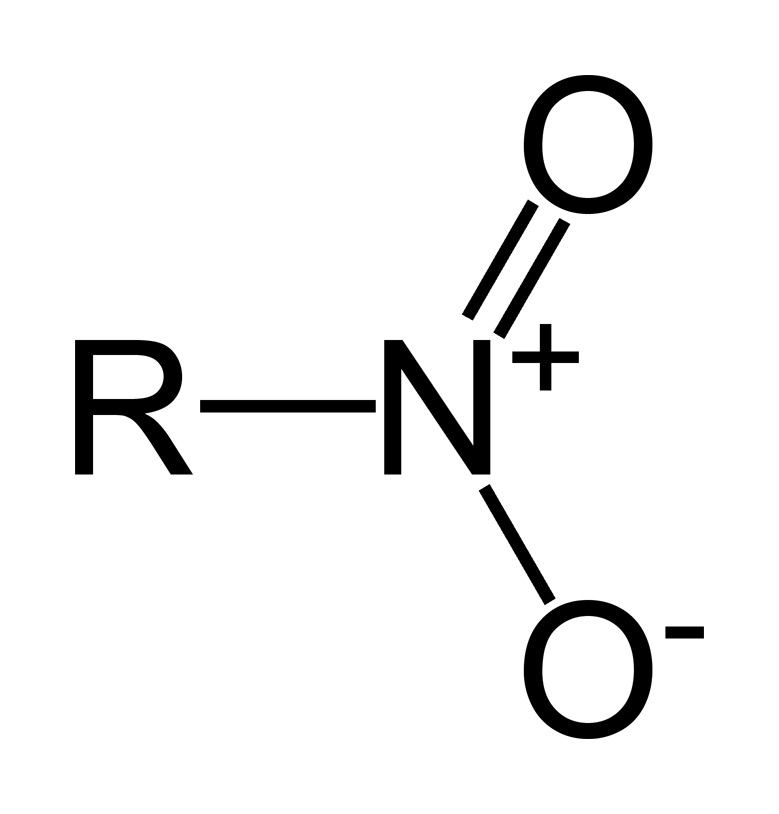
Nitro
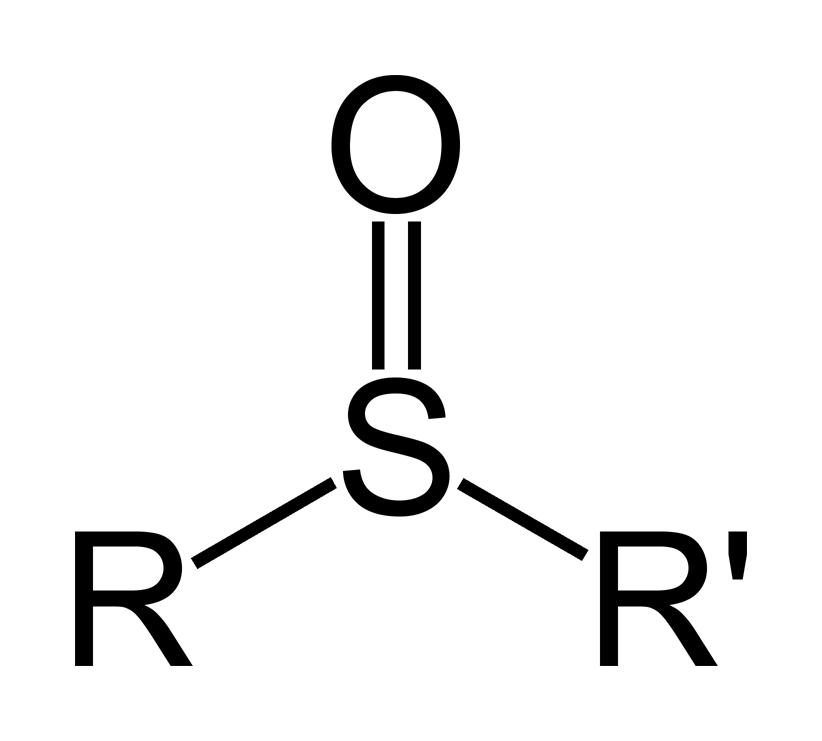
Sulfòxid

### Classificació per origen
Igualment, i sens dubte a conseqüència de la concepció originària de la química orgànica, hi ha la tendència a agrupar els composts d'acord amb llur origen:
- natural, la qual cosa dona lloc al que hom acostuma a denominar química orgànica dels productes naturals, que comprèn l'estudi de lípids, glúcids, aminoàcids i proteïnes, terpenoides, esteroides, alcaloides, antocianines, prostaglandines, porfirines, vitamines, sediments (dels quals cal esmentar, particularment, l'estudi del petroli, que ha arribat a constituir una autèntica especialitat, anomenada petroquímica), etc.

Urea
Àcid cítric
Colesterol
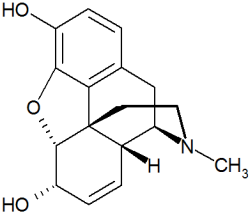
Morfina

- artificials, composts sintetitzats al laboratori que no es troben en la natura. Dins aquest context, hom pot parlar, entre molts d'altres, d'agents refrigerants, colorants, combustibles, detergents, dissolvents, fibres sintètiques, perfums i aromatitzants, plàstics, pintures, medicaments, tensioactius, etc.

Cloroform
Benzè
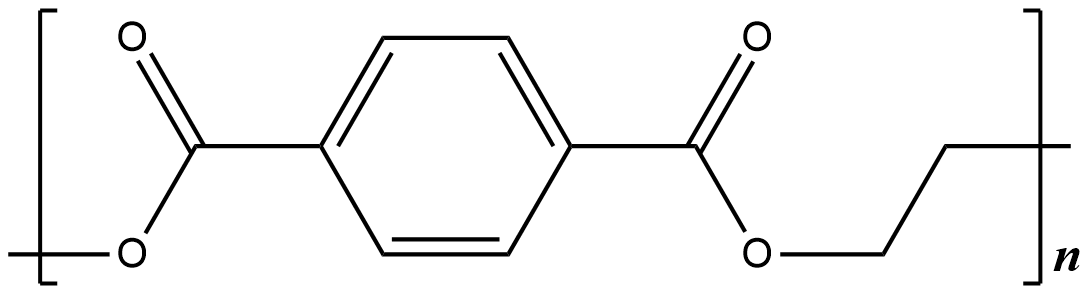
Polietilentereftalat
Trinitrotoluè

## Reaccions orgàniques
Les reaccions orgàniques són reaccions químiques que impliquen compostos orgànics. Mentre que els hidrocarburs purs experimenten certes classes limitades de reaccions, moltes més reaccions estan determinades pels grups funcionals. La teoria general d'aquestes reaccions implica una anàlisi acurada de les propietats com l'afinitat electrònica dels àtoms clau, la resistència dels enllaços i la hindrància estèrica. Aquests aspectes poden determinar l'estabilitat relativa dels reactius intermedis, els quals normalment determinen directament el camí de la reacció.
Els tipus de reaccions bàsics són: reaccions d'addició, reaccions d'eliminació, reaccions de substitució, reaccions pericícliques, reaccions de rearranjament, i reaccions redox. Un exemple d'una reacció comuna és la reacció de substitució, que s'escriu com:
Nu− + C-X → C-Nu + X−
en què X és un grup funcional i Nu és un nucleòfil.
El nombre de reaccions orgàniques possible és bàsicament infinit. Tanmateix, s'observen certs patrons generals que es fan servir per a descriure moltes reaccions comunes o útils. Cada reacció té un mecanisme de reacció per etapes que explica com la seqüència passa, encara que la descripció detallada dels passos no sempre és clara, a partir d'una llista només dels reactius.
El curs pas a pas del mecanisme d'una reacció donada es pot representar mitjançant tècniques que fan servir unes fletxes en què les fletxes corbes s'utilitzen per a rastrejar el moviment d'electrons.

## Publicacions periòdiques
- Organic Letters (Org. Lett.), la publica des del 1999 la Societat Química Americana. El factor d'impacte és de 4,802 (2007).[11] Lloc web.
- Journal of Organic Chemistry (J. Org. Chem. o JOC) és una publicació científica per a contribucions originals de recerca fonamental en el camp de la química orgànica i la bioquímica. La publica la Societat Química Americana. El factor d'impacte és de 3,959 (2007).[11] Lloc web.
- Organic & Biomolecular Chemistry (OBC) és una publicació periòdica per a treballs de recerca originals i revisions. La publica la Royal Society of Chemistry (RSC). És continuadora de les publicacions Perkin Transactions I i Perkin Transactions II. Té un factor d'impacte de 3,17 (2008).[11] Lloc web.
- European Journal of Organic Chemistry (Eur. J. Org. Chem.) és una publicació especialitzada en revisions. Es publica des del 1998 en fusionar-se les publicacions: Liebigs Annalen, Bulletin de la Société Chimique de France, Bulletin des Sociétés Chimiques Belges i Gazzetta Chimica Italiana. El seu factor d'impacte és 2,914 (2007).[11] Lloc web Arxivat 2005-12-02 a Wayback Machine..
- Tetrahedron és una publicació periòdica per a articles de recerca. El publica Elsevier al Regne Unit. El factor d'impacte és 2,817 (2007).[11] Lloc web.
- Synlett és una publicació per a comunicacions en el camp de la recerca de la síntesi orgànica. La publica Georg Thieme Verlag KG a Alemanya. El seu factor d'impacte és de 2,69 (2005).[11] Lloc web Arxivat 2008-01-24 a Wayback Machine..
- Tetrahedron Letters és una publicació per a publicar-hi de manera ràpida articles de recerca de química orgànica. La publica Elsevier al Regne Unit. El factor d'impacte és 2,615 (2007).[11] Lloc web.
- Journal of Physical Organic Chemistry (J. Phys. Org. Chem.) és una publicació per a comunicacions ràpides d'articles originals i material electrònic, publicada al Regne Unit des de 1988 per John Wiley & Sons. El factor d'impacte és d'1,594 (2007).[11] Lloc web Arxivat 2005-11-27 a Wayback Machine..